# Port lotniczy Chalchala
Port lotniczy Chalchala – wojskowy port lotniczy położony w miejscowości Chalchala, w Syrii.